# Новгородское вече
Новгородское вече (от ст.‑слав. вѣтъ — «совет») — своеобразная форма государственного управления (законодательной власти) в Новгородской республике.
По мнению академика В. Л. Янина, форму управления в виде «вечевого строя» или «боярской республики», ограничивавшие власть князя, можно датировать «моментом заключения прецедентного (принимаемого за образец) договора с князем Рюриком» (согласно летописи, 862 годом). Новгородское вече просуществовало более шести веков — до 1478 года.

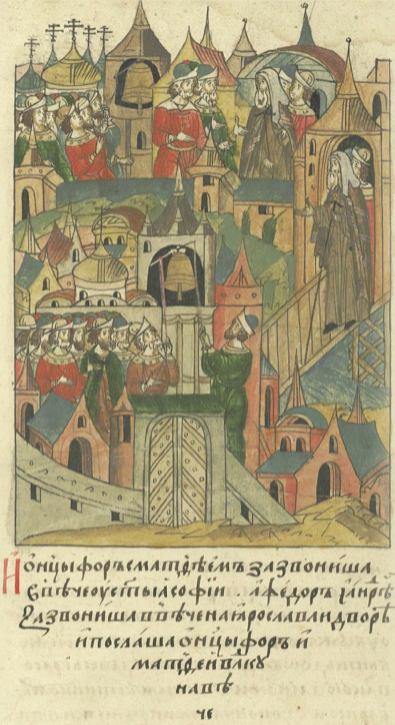
Собрание на вече посадником Оцифором, Лицевой летописный свод, XVI в.

## Предпосылки появления
Новгород не испытал на себе в полной мере характерной для Руси княжеской власти. Это создало благоприятные возможности для развития демократических форм управления, в том числе — и унаследованных от догосударственного периода развития. Одной из них и было новгородское вече.

## История

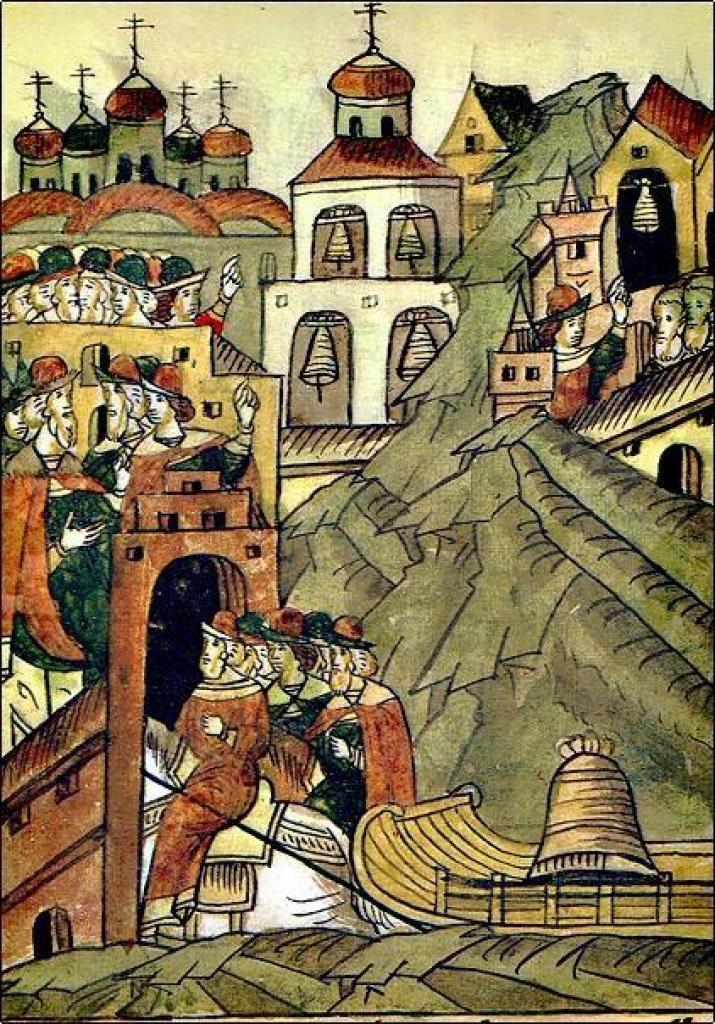
Увоз вечевого колокола из Новгорода. Иллюстрация из рукописи XVI века

В письменных источниках новгородское вече впервые упоминается в 1016 году, когда его созвал Ярослав Мудрый.
В четверг 15 января 1478 года самостоятельное существование Новгородского государства закончилось. В город въехали московские бояре и дьяки Ивана III. Вечевой колокол Новгорода был отвезён в Москву. Самоуправление ликвидировалось полностью, и новгородское вече с тех пор перестало собираться.

## Место проведения
Как правило, на общегородское вече горожане собирались в строго определённом месте. В Новгороде у Софийского собора.
В случае серьёзных разногласий, часть горожан, недовольных принятым решением, собиралась в другом месте. В Новгороде, такое альтернативное вече созывалось на Ярославовом дворище, на Торговой стороне.

## Этимология
Термин «вече» в источниках встречается часто. Новгородский летописец пользуется этим понятием очень широко. Он называет вечем и общегородское собрание, решающее важные государственные вопросы (например, о выборе или изгнании князя, о войне и мире), и собрании кончан (жителей "концов" города) и уличан (жителей улиц), и сходку во время военного похода, и сборища заговорщиков по дворам и тому подобное. Чаще всего летописец говорит о вече как об общем собрании новгородцев по случаю чрезвычайных событий в общегосударственном масштабе, руководимом должностными лицами.

## Круг вопросов
Среди историков нет единства в оценке полномочий веча. Причиной тому — нестабильность этого правового института. Зачастую вече само определяло свою компетенцию, поэтому в разные исторические периоды она была различной.
В. Л. Янин характеризует новгородский вечевой строй как образец феодальной демократии в её русском боярском варианте.
По мнению историка Н. А. Рожкова, вече было единственным и неограниченным носителем законодательной власти, оно руководило финансами, объявляло войну и заключало мир, утверждало договоры с иностранцами, вело суд по политическим и должностным преступлениям. Впрочем, всевластие веча не было таким уж абсолютным, фактически оно попадало под влияние правительственного совета, хотя юридически совет был подчинен вечу. Выросший из «совещательного учреждения при князе с неопределенным и непостоянным составом и неясными случайными» функциями, с XIII века совет стал совершенно независимым от князя и объединял в себе степенных, посадника, тысяцкого, сотских и кончанских старост.